# Сан Никола Баса (Козенца)
Сан Никола Баса је насеље у Италији у округу Козенца, региону Калабрија.
Према процени из 2011. у насељу је живело 67 становника. Насеље се налази на надморској висини од 200 м.